# Anita y José
Anita y José es un álbum de estudio de los músicos chilenos Anita Pradenas y José Seves, lanzado en 1970 por el sello DICAP. El disco, que incluye interpretaciones de canciones tradicionales del folclore latinoamericano, fue grabado mientras ambos estudiaban en la ciudad de Valdivia.
Corresponde además al primer disco de José Seves como solista. La agrupación Inti-Illimani gestionó la grabación del disco en Santiago, y posteriormente invitaron a Anita y José a una gira por Ecuador. Al año siguiente, José Seves se integraría definitivamente a Inti-Illimani.

## Lista de canciones
| Lado A |                    |                                     |          |  |
| N.º    | Título             | Música                              | Duración |  |
| 1.     | «Sombrero de saó»  | Pedro Shimose                       | 2:27     |  |
| 2.     | «Alma llanera»     | R. Bolívar Coronado, P.E. Gutiérrez | 2:28     |  |
| 3.     | «Reina de serchil» | tradicional guatemalteca            | 3:56     |  |
| 4.     | «Fiesta de campo»  |                                     | 2:30     |  |
| 5.     | «Nostalgias mías»  | Daniel Toro                         | 3:21     |  |
| 14:42  |                    |                                     |          |  |

| Lado B |                    |                                          |          |  |
| N.º    | Título             | Música                                   | Duración |  |
| 6.     | «La sentencia»     | Violeta Parra                            | 3:20     |  |
| 7.     | «Novia Santa Cruz» | Jorge Luna, Walter Fernández Calvimontes | 2:18     |  |
| 8.     | «El cascabel»      | René Careaga                             | 2:11     |  |
| 9.     | «Canto venezolano» |                                          | 3:03     |  |
| 10.    | «El humahuaqueño»  | Jaime Dávalos, Edmundo P. Zaldívar (h.)  | 2:24     |  |
| 11.    | «El gavilán»       | Indio Figueredo                          | 3:09     |  |
| 16:25  |                    |                                          |          |  |